# Dépôt littéraire
 (juillet 2025).
Si vous disposez d'ouvrages ou d'articles de référence ou si vous connaissez des sites web de qualité traitant du thème abordé ici, merci de compléter l'article en donnant les références utiles à sa vérifiabilité et en les liant à la section « Notes et références ».
Pour les articles homonymes, voir dépôt.
Un dépôt littéraire est un local ayant servi, pendant la Révolution française et jusque sous l'Empire, à stocker les livres et parfois d'autres objets confisqués en vertu des décisions du gouvernement. 

## Organisation
Les livres et autres objets parvenus dans les dépôts ont eu trois origines possibles correspondant à autant de « vagues » de confiscations : 
- d'abord, à partir de novembre 1789, les biens du clergé mis à la disposition de la Nation en vertu de la Constitution civile du clergé.
- ensuite, en vertu de la décision du 9 novembre 1791, le séquestre des biens des émigrés (transformé en confiscation le 9 février 1792, pour les émigrés qui n'étaient pas revenus), complété par les confiscations intervenues de juillet à septembre 1792 avant et après la journée du 10 août. S'y ajoutent des biens des déportés à partir des 29-30 vendémiaire an II, ainsi que les biens des condamnés à mort ;
- enfin, les fonds provenant de la suppression progressives des universités, sociétés littéraires, académies et corporations au cours de l'année 1793 (en septembre pour les universités).

Pour les sociétés savantes, il est décidé le 8 août que leurs bibliothèques « sous la surveillance des autorités constituées jusqu'à ce qu'il ait été disposé par les décrets sur l'organisation de l'instruction publique ». 
Souvent les livres restaient sur place en attendant le transfert dans les dépôts littéraires, transfert qui intervenait au moment de la vente du bien national et des autres meubles et du bien immobilier. 
Plusieurs textes en 1790 commandent de faire des inventaires, ce qui ne sera pas toujours fait, faute de personnel. et qui prend beaucoup de temps. 
L'administration publie également d'autres circulaires et instructions pour les administrations de province, contribuant à diffuser des pratiques de catalogage et de gestion des collections.

## Dépôts de province
Il devait y avoir au moins un dépôt littéraire dans chaque district soit 545 dans l'hypothèse où ils auraient tous été établis. 
Les dépôts de province ont connu des sorts variables. Certains ont été laissés à l'abandon et parfois retrouvés des années plus tard. D'autres ont vu tout ou partie de leur contenu vendu, parfois au poids. 
Le décret du 8 pluviôse an II (27 janvier 1794) institue une bibliothèque publique dans chaque district. Les dépôts littéraires ont alors été transformés en bibliothèques, mais, dans les villes qui avaient une école centrale, les livres lui ont souvent été attribués. C'est ainsi que fut constituée en partie la bibliothèque historique de la Faculté de Médecine de Montpellier.

## Dépôts parisiens

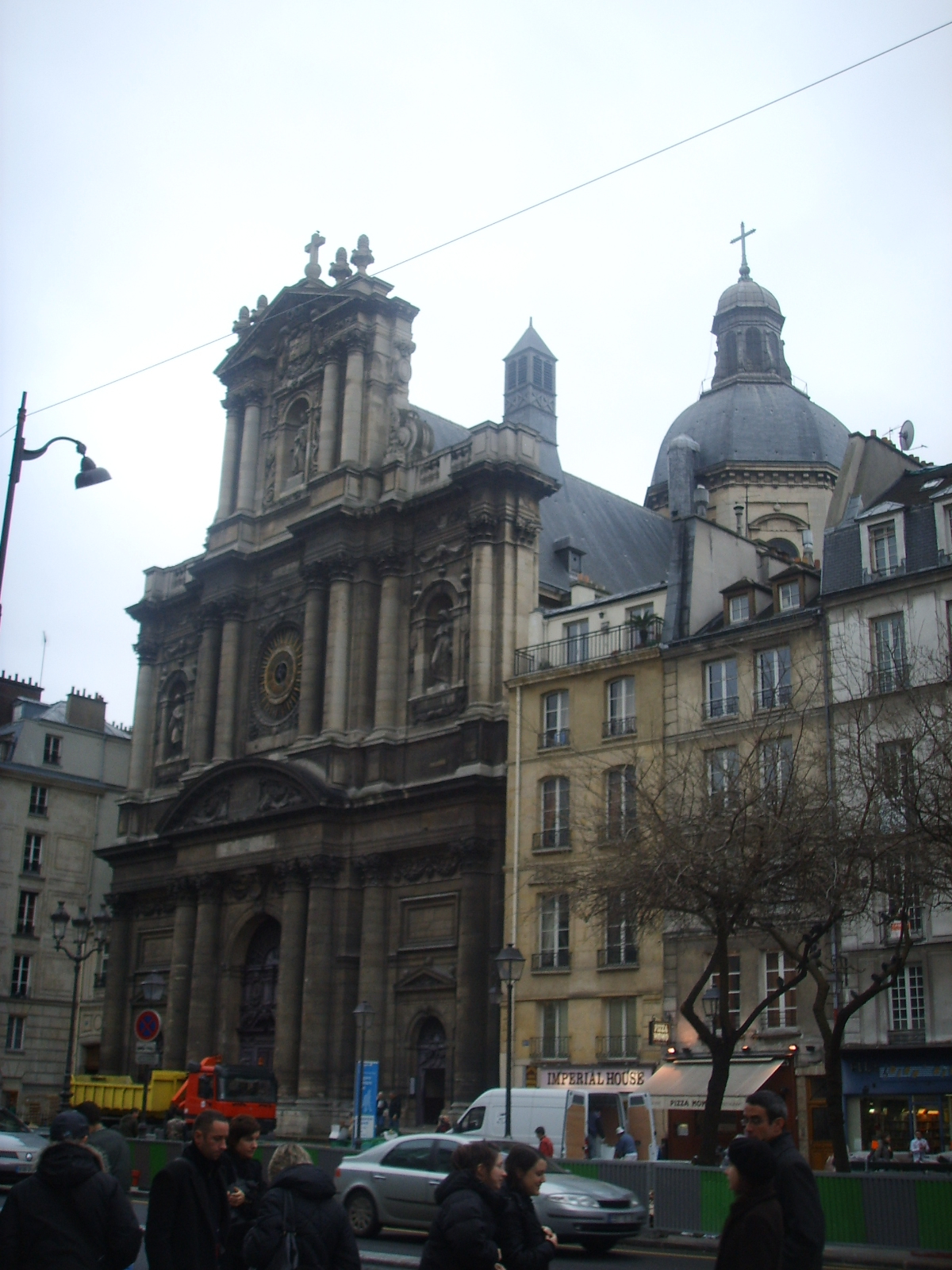
L'église Saint-Paul-Saint-Louis, à Paris, a servi de dépôt littéraire.

À Paris, l'organisation des dépôts a été confiée à Hubert-Pascal Ameilhon, qui a été chargé de classer les collections des 160 maisons religieuses puis, plus largement, de tous les livres confisqués de la capitale. 
Dès le mois de juillet 1790, trois grands dépôts littéraires sont créés : 
- au ci-devant Couvent des Capucins de la rue Saint-Honoré ;
- dans l'ancienne église des Jésuites Saint-Louis, renommée Louis-la-Culture, actuelle église Saint-Paul-Saint-Louis ;
- au ci-devant Couvent des Petits-Augustins, connu ensuite sous le nom d'Hôpital de la Charité, dépôt remplacé ensuite par la Pitié ou les « Enfants de la Patrie ».

L'article 10 du décret du 8 nivôse an II décide la création de nouveaux dépôts parisiens, qui ouvrent courant 1794 mais n'atteindront pas l'ampleur des trois premiers. 
Des livres contenus dans les différents dépôts, certains furent vendus, notamment ceux qui étaient en double, d'autres ont été gracieusement laissés à des gens de lettres ou à des diplomates, et même rendus à leurs anciens propriétaires. 
Toutefois, la plus grande partie a été réattribuée à différentes bibliothèques, dont la Bibliothèque nationale, la Bibliothèque Sainte-Geneviève, la Bibliothèque de l'Arsenal, la Bibliothèque de la Sorbonne, ou encore la toute récente bibliothèque du Muséum national d'histoire naturelle.

## Fin des dépôts littéraires
Pour la plupart, les dépôts littéraires de province ont été transformés en bibliothèques de district et ont abouti à la constitution ou à l'enrichissement des bibliothèques municipales. Exceptionnellement, les dépôts ont pu être attribués à une bibliothèque universitaire, comme à Montpellier. 
En l'an IX, la tutelle des dépôts subsistants est confiée au ministère de l'Intérieur. 
En 1811 est ordonnée la fermeture du dernier dépôt parisien, dont les collections récentes sont alors attribuées à la Bibliothèque de l'Arsenal.

## Sources
- Dominique Varry, « Les confiscations révolutionnaires » dans Histoire des bibliothèques françaises, vol. III, p. 9-27.
- Hélène Dufresne. Érudition et esprit public au XVIIIe siècle : le bibliothécaire Hubert-Pascal Ameilhon (1730-1811). Paris : Nizet, 1962.